# Mike Mignola
Mike Mignola (Berkeley, 16 settembre 1960) è un fumettista statunitense, noto per aver creato il personaggio di Hellboy, inizia la sua carriera negli anni ottanta in Marvel Comics cimentandosi con personaggi quali Daredevil, Hulk, Rocket Racoon e altri. Con il suo passaggio alla DC Comics ha modo di lavorare su icone quali Superman e Batman, arrivando a disegnare la prima storia della linea Elseworld quale Gotham by Gaslight (1989). Qui mette in mostra il suo desiderio di lavorare su storie gotiche dalle tinte horror. Da questo nasce il personaggio di Hellboy (per il mercato indipendente) e un universo narrativo caratterizzato da una molteplicità di serie collaterali che gli valgono un seguito crescente tra i lettori e l'acclamazione della critica. Il successo internazionale viene consolidato dai 2 film cinematografici di Guillermo del Toro Hellboy (2004) e Hellboy: The Golden Army (2008), ai quali si aggiunge il reboot del 2019 Hellboy di Neil Marshall. Nonostante i 3 film si siano rivelati un parziale flop al botteghino, gli studios cinematografici non vogliono rinunciare ad un franchise sul personaggio e nel 2023 viene annunciato un nuovo reboot da Millenium Media dal titolo Hellboy - L'uomo deforme con uscita prevista nel 2024.

## Carriera
(Mike Mignola)

### Gli esordi (1981-1985)
Sin da ragazzo dimostra notevoli doti per il disegno e si appassiona alle storie dell'orrore e del mistero. In prima media è particolarmente colpito dalla lettura del romanzo gotico Dracula di Bram Stoker e in seguito dalle opere di Howard Phillips Lovecraft. A questo si aggiunge la grande passione per il fumetto e il suo desiderio di lavorare in questo campo. Per questo al termine degli studi presso il California College of Arts and Crafts si trasferisce in quella che rappresentava la capitale del fumetto statunitense, ovvero New York. Qui vi giunge nel 1982, ma la sua unica esperienza nel settore risiede in collaborazioni con la fanzine The Comic Reader per la quale realizza diverse illustrazioni: da annoverare la realizzazione della copertina del n.196 (del novembre 1981) che vede come soggetto Dominic Fortune, The Spirit e Doc Savage. Mignola non è particolarmente appassionato dal genere dei super eroi ma ha l'opportunità di usufruire fin da giovanissimo (primi anni settanta) ai fumetti horror che la Marvel ha la possibilità di produrre grazie alla ormai lenta presa del Comics Code Authority sul settore. Si amplia quindi il ventaglio di proposte e di genere, che vede al suo centro creativo colui che viene spesso definito Marvel's Craziest Writer, ovvero il talentuoso Steve Gerber, affiancato da una new wave di nuovi artisti che si staccano a livello stilistico da quello kirbyano o in voga nella Silver Age (gli anni sessanta). Tra questi spicca Mike Ploog, Gene Colan, Dan Aknis, Dick Ayers, Herb Trimpe, Howard Chaykin. L'autore Steve Gerber ha un profondo impatto sull'aspirante fumettista anche per il numero di opere horror da lui gestite nei primi anni settanta e per essere uno dei creatori e editori della rivista Crazy, che proponeva inusuali storie horror, fantasy e satiriche, spesso con un mix dei vari generi. Ma la prima pubblicazione ad aver colpito Mike è stata nel 1973 è stata la prima della nuova linea editoriale Marvel Monster's Line ovvero il titolo The Monster of Frankenstein di Gary Friedrich e Mike Ploog. I due autori vogliono però distaccarsi dalla mera riproposizione della creatura dei film e Ploog, anche a livello visuale, ne dà una differente interpretazione rispetto a quella canonica dell'attore Boris Karloff. Si assiste così a storie inusuali dove il classico mostro si ritrova ad affrontare lupi mannari, creature bizzarre e lo stesso Dracula, situazioni e tematiche che poi si ritroveranno nel suo Hellboy. Dal 1973 escono altre serie che lo influenzeranno quali The Living Mummy (lanciata da Gerber) dove il principe africano N'Kantu va alla caccia dei discendenti di coloro che l'hanno ucciso, Son of Satan, il figlio del Diavolo (serie a cui partecipa per una manciata di albi lo stesso Gerber), titolo che presenta elementi in comune con la futura creatura di Mignola, a cui bisogna aggiungere le letture di titoli quali Monster Unleashed, Tales of the Zombies, The Haunt of Horror. Sono questi i fumetti in cui si trovano le radici tematiche, le atmosfere e le fondamenta narrative su cui Mike Mignola creerà il suo Mignolaverse una volta passato agli indie-comics e ai fumetti creator-owned.
Nel 1978 Jim Shooter prese la carica di Editor-in-Chief (redattore capo) alla Marvel dopo un periodo in cui quella delicata posizione era stata presa da 6 diversi editor in 7 anni. Jim riesce a dare una rinnovata stabilità alla Casa delle Idee (mantiene la carica fino al 1987) e affronta un periodo di forte crisi di vendite di tutto il settore puntando su una nuova generazione di autori e artisti. Grazie a lui vi è l'arrivo di un giovane Frank Miller su Daredevil e John Byrne su Fantastic Four. In questo contesto si aprono delle opportunità per Mignola il quale viene assunto come inchiostratore. Il suo primo incarico lo vede impegnato sul terzo albo dell'antologica The Official Handbook of Marvel Universe e su un paio di numeri di The Master of Kung Fu (nn.123-124, aprile-maggio 1983). Gli vengono poi assegnate le chine e le rifiniture di importanti serie quali Power-Man, Iron Fist, Ka-Zar, I Difensori e Daredevil (lavori svolti tra l'agosto 1983 e l'aprile 1984). Il suo ruolo di inker ha però ha esiti altalenanti e non aiuta a distinguerlo da altri giovani artisti del periodo. L'editor/autore/disegnatore Al Milgrom intravede però il potenziale di Mike e lo vuole come disegnatore di una storia di Namor, Sub-Mariner su testi di Bill Mantlo, la storia viene pubblicata su Marvel Fanfare (Vol.1) n.16 del settembre 1984. Mignola riesce questa volta a far emergere le potenzialità e l'innovazione stilistica della sua arte. Questo convince i vertici Marvel ad affidargli le copertine di serie quali Incredible Hulk e The Defenders alle quali segue l'incarico di disegnatore della miniserie Rocket Racoon (del 1985) su testi di Bill Mantlo (5 albi pubblicati tra l'aprile e l'agosto del 1985). Il mondo grottesco in cui agisce il personaggio e la creazione di personaggi antropomorfi mettono in luce la creatività del giovane artista al quale viene poi assegnata una serie regolare quale Alpha Flight, super team canadese creato da Chris Claremont e John Byrne, all'epoca autori best seller per il loro ciclo di storie sugli X-Men della seconda metà degli anni settanta.

### Periodo Dark Age (1986-1992)
Come molti disegnatori statunitensi, anche Mignola ha quindi dovuto cimentarsi con il genere mainstream dei supereroi. Il suo stile e le sue capacità emergono però con un'opera di genere fantasy pubblicata nel 1987 dalla casa editrice indipendente First Comics. Si tratta dell'adattamento a fumetti dei romanzi Le Cronache di Corum dello scrittore di Michael Moorcock. In quest'opera Mike ha modo di evidenziare la sua capacità evocativa per quanto riguarda scenari e situazioni narrative dai toni dark. Qui si comincia ad intravedere uno stile unico dove abbondano le campionature di nero, tavole che sembrano coperte da un nebbia chiaroscura che amplifica i contrasti tra luce e oscurità, con personaggi dal character disign spigoloso e innaturale. Mignola rimane sulla serie solo per i primi sei albi ma questo è sufficiente per ottenere il plauso della critica e l'attenzione degli editor della DC. Il motivo del suo abbandono sono proprio le sirene della DC che gli offrono i disegni di una miniserie legata a Superman quale World of Krypton su testi di John Byrne e dalla chance di realizzare copertine per Bataman. Mike però torna ad avere un tratto anomalo in quanto non adatto ad una serie sci-fi ambientata sul mondo di Superman prima del suo collasso. Fortunatamente la DC, intuendone le attitudini, gli affida anche le copertine del personaggio The Spectre e i disegni di Phantom Stranger, lavori che possono permettere all'artista di mettere in evidenza le sue doti. L'opera che però lo porta all'attenzione dei lettori sono delle copertine entrate ormai nella storia del fumetto. Si tratta delle cover della celebre saga Batman: Death in the Family dove si assiste all'assassinio di Robin (impersonato da Jason Todd) da parte del Joker. Gli albi sono in vetta alle classifiche e le copertine di Mignola evocano in maniera indelebile la drammaticità del contenuto degli albi. I testi sono di Jim Starlin che vuole l'artista ai disegni della miniserie Cosmic Odissey, una saga cosmica, ma dai toni cupi che attinge al pantheon del quarto mondo di Jack Kirby. A Mignola gli editor Marvel e lo stesso Starlin danno libertà stilistica e questi ne approfitta per deformare e incupire le strutture e i personaggi di Kirby portando lo scontro tra i Nuovi Dei e Darkseid verso un'intensità mai vista prima. L'opera è il primo successo commerciale di Mignola come disegnatore. Gli editor Marvel gli affidano quindi la realizzazione di un'opera che rientri nella prestigiosa collana Marvel Graphic Novel, e insieme allo scrittore Roger Stern ha modo di realizzare una storia anomala e cupa (per gli standard Marvel) quale Dottor Strange e Dottor Destino: Trionfo e Tormento che vede un team-up tra Strange e Destino per scendere negli inferi a salvare l'anima della madre del dittatore di Latveria dal demone Mefisto. Si tratta di un'opera ideale per lo stile dell'artista che si ispira volutamente a Steve Ditko (co-creatore di Dottor Strange e di alcune delle sue storie più emblematiche), ma deformandone il tratto e l'impostazione della tavola, creando visivamente un'opera gotica e dalle atmosfere barocche. Il clamore suscitato dall'opera porta la Marvel ad assegnargli un'altra graphic novel su testi di Walter Simonson e con protagonista un personaggio in piena ascesa tra le preferenze dei lettori. Si tratta del titolo Wolverine: Jungle Adventure fumetto incentrato sul mutante canadese dallo scheletro di adamantio. Mignola non si ispira però al Wolverine di John Byrne ma al Conan il Barbaro di John Buscema trasformando il mutante con gli artigli in un guerriero animalesco all'interno di una natura selvaggia e misteriosa. Mike impressiona con il suo stile un autore controverso e di culto quale Howard Chaykin, autore di landmark del fumetto indie e underground quali American Flagg e Black Kiss), famoso per la sua capacità di creare opere che estremizzano le caratteristiche più torbide del genere pulp. Quando la Marvel propone a Chaykin di realizzare una collana per la Epic Comics con protagonisti Fafhrd e il Gray Mouser, protagonisti di una saga fantasy distribuita tra il 1939 e il 1988, scritta da Fritz Leiber, lo scrittore vuole fortemente come disegnatore Mike Mignola. Si tratta di un'opera indirizzata a lettori adulti dove i due autori hanno piena libertà creativa, grazie ai testi di Chaykin e la possibilità di sperimentare concessagli dagli editor della Epic, Mignola ha modo di compiere un ulteriore passo in avanti nell'elaborazione del suo stile arrivando a creare un suggestivo connubio tra realismo ed espressionismo, attingendo ulteriormente alle evocative impostazioni goticheggianti delle tavole. Il progetto non riscuote però il successo sperato e chiude prematuramente. Chaykin vuole però continuare a collaborare con Mignola e propone alla DC Comics l'ambizioso Iron Wolf - Fires of the Revolution, opera dai toni steam punk e sci-fi, reboot di una saga degli anni settanta di Dennis O'Neil serializzata su Weird Words. La DC accetta e l'opera viene distribuita nel 1992. Mignola qui dimostra una piena maturazione a livello artistico e la capacità di attingere ispirazione da diverse fonti adattandole al suo stile. Per Iron Wolf si ispira alle astronavi delle strip di Flash Gordon e alla classica serie di Star Trek introducendo elementi presi dai quadri di Klimt oltre ad attingere in generale alle atmosfere pulp. Innegabilmente il successo dello stile dell'autore e la sua affermazione come top-artist viene enfatizzata da un periodo storico del fumetto (seconda metà anni ottanta e primi anni duemila) dove si affermano storie dai toni cupi, dark, e da tematiche più adulte. Tale epoca prende l'appellativo Dark Age (talvolta identificata anche Iron Age) e spazia dalla versione milleriana di Batman con il seminale The Dark Knight Returns (del 1986) alla creazione di Spawn di Todd McFarlane nel 1992, personaggio cult e che può vantare la serie regolare più longeva del mercato indipendente. Per la DC è proprio Batman a godere di queste nuove tendenze narrative e stilistiche in quanto si tratta di elementi già presenti nella genesi del personaggio di Bob Kane e Bill Finger. Si assiste quindi a nuove interpretazioni e riletture del suo universo narrativo da parte di grandi autori quali Alan Moore e Grant Morrison oltre al già citato Fran Miller. Anche Mike ha la possibilità di sfruttarne l'onda ascendente con la realizzazione della prima opera Elseworld sul personaggio la quale inaugura una nuova linea editoriale DC. Il titolo emblematico è Gotham by Gaslight, storia ambientata nella Londra dell'epoca vittoriana durante i delitti di Jack lo Squartatore, e che vede una versione alternativa del Cavaliere Oscuro affrontare il mistero del primo serial killer di cui si abbia notizia nella storia moderna. La graphic novel si rivela essere un landmark nella storia del Cavaliere Oscuro, più volte ristampata ancora oggi in diversi formati. Inoltre riveste un ruolo storico fondamentale per la DC in quanto reintroduce il concetto di Multiverso, struttura ritenuta obsoleta e farraginosa, un impedimento all'ingresso di nuovi lettori spiazzati dalla presenza di realtà differenti e dall'esistenza di molteplici versioni dello stesso super eroe. Di conseguenza tra il 1985 e il 1986 viene distribuita la maxiserie Crisi sulle Terre Infinite, evento fumettistico che porta ad un unico universo DC con un'unica continuity, o almeno questa era l'intenzione del presidente Khan, il suo consulente e vice Paul Levitz, il direttore creativo Dick Giordano e lo scrittore Marv Wolman. Ma la storia di Mignola non è un semplice What If dove si rivede la continuity di un personaggio se un certo avvenimento fosse accaduto in maniera differente, rimanendo un episodio autoconclusivo. In questo caso ci si ritrova con un Batman di realtà parallela dove pur mantenendo i suoi mitologemi agisce in una differente dimensione narrativa, talvolta più efficace nel delinearne la psicologia e gli archetipi costituenti delle sue storie. Il successo di questo primo Elseworld porterà la DC a ripetere l'operazione sul Cavaliere Oscuro e altre icone del suo Universo. La prova artistica di Mignola è inoltre valorizzata da uno script e un contesto storico ideale per il suo stile le cui ombreggiature, chine, spigolosità dei personaggi e deformazione degli scenari ben si adattano al decadentismo dell'epoca e dal degrado urbano derivante dalla prima rivoluzione industriale. Ormai i tratti distintivi dell'arte, la poetica e la narrazione mignoliana hanno conquistato i lettori dando la possibilità all'artista californiano di valutare una svolta determinante per la sua carriera. Si tratta del preludio alla creazione di un suo personaggio, distribuito da una casa editrice indipendente che gli possa concedere piena libertà creativa e la proprietà intellettuale (e copyright) della sua creatura artistica.
Prima di compiere questo passo avviene però il passaggio da un'opera che consacra definitivamente l'autore come artista e creativo capace coinvolgere con il suo stile l'attenzione di media differenti: la Topps Comics lo ingaggia per realizzare, sui testi di Roy Thomas, l'adattamento a fumetti del film Dracula di Bram Stoker di Francis Ford Coppola, celebre trasposizione del romanzo di Stoker. Mignola era da diversi anni che voleva misurarsi con una trasposizione a fumetti dell'opera letteraria che più l'aveva ammaliato da ragazzo, ma in questo caso si ritrova a doverne fare l'adattamento derivandolo dall'ulteriore adattamento del regista italoamericano. Per questo nell'artista insorgono delle perplessità, ma sia il regista che il produttore George Lucas sono suoi due ammiratori e vogliono fortemente il suo ingaggio nel realizzarne la trasposizione fumettistica. Durante la lavorazione del film, invitano l'artista sul set e gli chiedono suggerimenti riguardanti alcune scenografie. Il contributo di Mignola è comunque minimo e traspare nel rifacimento di un castello che appare in un flashback. L'impegno infuso da Mignola nelle tavole del fumetto è comunque l'espressione più elevata fino a quel momento del talento dell'artista. L'impatto grafico è stupefacente, la dimensione gotica del romanzo viene addirittura amplificata rispetto alla versione filmica e l'intera opera è caratterizzata da un accentuato espressionismo dalle tinte fosche. Ne risulta un fumetto autoriale che si distanzia da molti dello stesso genere, realizzati più che altro per sfruttare la scia di successi e franchise cinematografici. Questo gli permette di essere preso in alta considerazione dai vertici della casa editrice indipendente Dark Horse Comics, che gli offre la possibilità di realizzare, su testi di Dave Gibson, un fumetto sul franchise di Alien, dal titolo Salvation. Si tratta di un albo unico di 48 pagine dove Mignola riesce ancora una volta a mettersi in evidenza nonostante la storia non abbia nulla di particolarmente originale rispetto ad altre realizzate sullo xenomorfo. L'ammirazione per le capacità dell'artista da parte del presidente Mike Richardson gli permettono di avere il via libera per la pubblicazione di un suo personaggio creator-owned (cioè coi diritti detenuti dal suo stesso creatore) destinato a lasciare un segno nel fumetto horror dell'età moderna. La Dark Horse pubblica, infatti, il primo fumetto di Hellboy.

### La Modern Age: Hellboy e il Mignolaverse (dal 1993)
Nel 1993 Mignola ha la possibilità di realizzare un'altra storia su Batman per la serie Legends of the Dark Knight insieme allo scrittore Dan Raspler. Si tratta di Sanctum pubblicata sul n.54, un'avventura insolita per il Cavaliere Oscuro strappato dal suo backgrond urbano per attraversare paesaggi lugubri e gotici costituiti da cimiteri e castelli. L'avversario dell'Uomo Pipistrello non è un bizzarro super villain, ma un fantasma che nel tentativo di tornare umano si trasforma in una creatura lovecraftiana. Nelle tavole dell'albo Mignola ha modo di inserire tutti gli elementi stilistici e narrativi che caratterizzeranno d'ora in poi le sue opere e in particolare i fumetti della sua creazione più iconica e longeva: Hellboy. Sono quindi presenti uno storytelling dove la presenza di elementi ambientali e strutture deformi rallentano la lettura ammantando la storia di mistero, architetture gotiche, un'ambientazione in cui i toni più scuri sembrano coprire ogni spiraglio di luce, immagini che attingono alla letteratura sovrannaturale di fine ottocento e i molteplici richiami alle opere di Poe e Lovecraft. Lo stile particolare di Mignola, definito quasi un incrocio tra l'espressionismo tedesco e Jack Kirby, il re dei comics, estremizza quindi i chiaroscuri, creando forti contrasti, anche simbolici, tra luce ed ombra, che amplificano volumi e linee. In quest'ottica la storia Sanctum ha un valore seminale nella produzione e nelle creazioni di Mignola per i decenni successivi, come lui stesso afferma: «Hellboy è nato nel 1993. Avevo disegnato e co-sceneggiato un episodio di Legends of the Dark Knight (ovvero Sanctum) in cui Batman parla con un morto. Un'inquietante Ghost-story, ero molto soddisfatto del risultato, la considero la prima storia di Hellboy».
Hellboy, destinato a divenire un'icona del fumetto indipendente e riscuotendo un successo che non tende a calare neanche nel secondo decennio degli anni duemila, viene creato da Mignola nel 1991. Nasce come una storia breve realizzata per un opuscolo da distribuire ai comicon e dove il personaggio non è quello definitivo ma ne comincia ad avere le caratteristiche peculiari. A distanza di 2 anni all'autore emerge l'idea di poter farne una creatura mostruosa e demoniaca che rifiuta il suo destino per combattere altri demoni, mostri e indagare sugli eventi inspiegabili e paranormali che si nascondono nei meandri della realtà quotidiana. A tal proposito Mignola afferma: «Sapevo che se avessi creato un detective dell'occulto come un tipico detective dalle sembianze umane mi sarai annoiato dopo aver disegnato una ventina di pagine,...(di conseguenza) ho creato un protagonista dei miei fumetti che fosse una creatura mostruosa in modo che, anche se non sta combattendo altri mostri, mi starei dilettando a disegnare un mostro.» Mignola si rivolge alla casa editrice indipendente Dark Horse Comics per la pubblicazione di Hellboy. La prima storia di sole 4 pagine fa parte di un opuscolo gratuito dal titolo San Diego Comics n.2, distribuito nel 1993 al comicon di San Diego. Successivamente appare nell'albo John Byrne's Next Men n.21 riscuotendo interesse da parte dei lettori. La Dark Horse gli concede il via libera per produrre la prima miniserie del personaggio dal titolo Hellboy: Seed of Destruction per la quale chiede il supporto dell'amico John Byrne per lo script, Mignola non si sente ancora abbastanza maturo come autore completo (ovvero scrittore e disegnatore). Mignola pensa che si tratti dell'unica opera che potrà realizzare sul personaggio ma il riscontro è talmente positivo che l'editore gli chiede di creare immediatamente altre storie sul personaggio. Inoltre l'opera ottiene riconoscimenti e premi ottenendo 2 Eisner Award. La successiva storia è The Wolves of St.August, serializzata sulla serie antologica Dark Horse Presents nei nn.88-91. Grazie all'inclusione di Hellboy la serie arriva a raddoppiare le copie vendute. Ormai si sono poste le basi che permetto a Mignola di avere la piena fiducia della casa editrice e mettere quindi le fondamenta narrative per creare un universo narrativo immerso in un'oscura atmosfera lovecraftiana dove un mostro arrivato dagli inferi grazie ad un esperimento nazista del 1944 si ribella al suo destino per far parte di un'organizzazione sull'indagine di fenomeni paranormali quale la BPRD (Bureau of for Paranormal Research and Defense). La prima limited-series di Hellboy viene pubblicata per l'imprint Legend, della Dark Horse. Fortemente voluto da Miller e Byrne, si tratta di un'etichetta che pubblica materiale creator-owned di alcuni dei più grandi autori sul mercato quali Arthur Adams, Paul Chadwick, Geoff Darrow Dave Gibbons e, ovviamente anche gli stessi Miller e Byrne. Si tratta della risposta editoriale della Dark Horse alla creazione della Image nel 1992, di cui condivide la libertà autoriale, la proprietà intellettuale delle opere che resta in mano ad artisti e autori (e relativi introiti dallo sviluppo di franchise multimediali) e la possibilità di avere alle spalle una casa editrice indipendente che si occupa dell'aspetto menageriale, del marketing e delle fasi di distribuzione. Il debutto avviene con Next Men n. 19 di Byrne e la seconda miniserie di Sin City di Frank Miller (del 1993). A sorpresa l'artista che riscuote più clamore e interesse è proprio Mike Mignola che con Seed of Destruction porta Hellboy tra i personaggi più richiesti dai lettori nel mercato indipendente. Nonostante questo l'autore, nei primi anni di vita editoriale del personaggio (1993-1996) comincia a costruirne la natura e il suo passato usufruendo di storie serializzate su Dark Horse Presents o short story apparse su diversi albi a fumetti. Successivamente con la storia Wake the Demon Mike è pronto a portare avanti uno sviluppo più lineare e definito della saga di Hellboy. Ormai è stata posta una cornice narrativa nella quale inserire le tematiche a lui care piegando alle sue esigenze miti, misteri irrisolti, esoterismo ed elementi fiabeschi presi dal folklore di differenti popoli, sia come etnia sia culturalmente. Comincia a intravedersi un universo narrativo su cui Mignola mantiene un rigido controllo editoriale ma usufruendo inevitabilmente di altri autori quali John Arcudi, Richard Corben, Ducan Fegredo, Christopher Golden e altri. Si hanno così una sequenza di miniserie e albi unici che rappresentano la storia principale del personaggio. Mignola, a sorpresa, realizza nel 2012 testi e disegni della limited-series Hellboy in Hell in cui si assiste alla morte del personaggio e la sua caduta negli inferi. Questo però non significa la fine di fumetti realizzati sul ragazzo demone o il suo vasto contesto narrativo. L'autore però afferma che si trattava di uno step fondamentale per chiudere diverse sottotrame al personaggio e inoltre afferma: «Ho sempre detto che quando muoiono i personaggi di Hellboy diventano più interessanti. Quindi Hellboy adesso è molto più interessante.» Mignola è poi affascinato dal percorso dantesco compiuto da Hellboy nella dimensione più oscura e temuta da molti, il luogo della dannazione eterna. Afferma: «L'Inferno è un po' come l'interno della mia testa. Composto da una miriade di immagini che ho sempre voluto rappresentare. Non sarà solo fumo e fiamme...Ci sono molti luoghi diversi. Ed è l'ambiente perfetto per raccontare un sacco di differenti tipi di storie...è il tipo di saga che voglio realizzare da adesso fino a quando non smetterò di disegnare. Tutto ciò che voglio fare...può essere raccontato in questo libro». Il successo riportato ha infatti permesso comunque all'autore di realizzare, soprattutto negli anni duemila diversi spin-off sui personaggi comprimari che popolano il variegato mondo di Hellboy, oltre a continuare a raccontare le avventure di Hellboy antecedenti la sua caduta nell'Ade. Ad aprire questa linea editoriale (riconosciuta con l'appellativo Mignolaverse) vi è l'agente anfibio Abe (soprannominato Blue) del B.P.R.D, protagonista di un albo speciale nel 1998 (Drums of the Dead) ma la cui prima miniserie viene pubblicata nel 2008 e intitolata The Drawining. Dopo l'apparizione in una storia breve del 1999, il bizzarro personaggio di Lobster Johnson inizia una sua carriera editoriale nel 2007 con la miniserie The Iron Promeytheus, mantenendo però le sue storie in continuty con quelle di Hellboy e dell'agenzia B.P.R.D.Nel 2013 è poi la volta dello spin-off Sledge -Hammer 44 con protagonista un soldato americano armato con una tuta meccanica potenziata e con poteri sovrannaturali. Da notare che, grazie alla sua popolarità Hellboy alla fine degli anni novanta è protagonista di due intercompany crossover quali Hellboy/Painkiller Jane del 1998 e Batman/Hellboy/Starman del 1999. Nel 1996 vi è anche il crossover con la supereroina Dark Horse Ghost. Lo spin-off più significativo e che serve da raccordo tra le storie del Mignolaverse è la serie B.P.R.D, che allo stesso tempo possa essere usufruita come serie autonoma e con una propria continuity e vita editoriale. Come afferma lo stesso autore: «Il primo volume di B.P.R.D. (Terra Cava) è stato una specie di esperimento. Volevamo capire se fosse possibile espandere l'universo di Hellboy con una storia che non contenesse il personaggio principale...e tutto funzionò alla perfezione (con notevole riscontro da parte dei lettori). Il volume successivo, ovvero Lo spirito di Venezia e altre Storie fu un altro esperimento riuscito...» Bisogna sottolineare che l'agenzia per lo studio del paranormale ha di fatto formato e cresciuto lo stesso Hellboy che però decide di lasciarla come agente ufficiale. Le pubblicazioni iniziano nel 2003 e i vari archi narrativi sono affidati a team diversi anche se Mignola ne mantine il pieno controllo per lo sviluppo delle storie, fattore che deve rimanere coerente con la sua visone del Mignolaverse. Per dare più struttura alla serie vengono inseriti nuovi personaggi come la dottoressa Kate Corrigan, l'homunculus Roger, il medium incorporeo Johann Kraus.
Nonostante il corpus narrativo di Hellboy e del Mignolaverse occupa gran parte della produzione fumettistica dell'autore sia negli anni novanta che post-duemila, ci sono opere che nascono al di fuori del mondo di Hellboy, pur mantenendone spesso tematiche e suggestioni. Nel giugno del 1999 crea infatti per la casa editrice Oni Press il personaggio di Jenny Finn, protagonista di due opere quali Jenny Finn: Doom e Messiah. I disegni sono in bianco e nero, ad opera di Troy Nixey e la storia risente dell'influenza della letteratura lovecraftiana. Questa divagazione dall'universo di Hellboy permette a Mignola di esplorare la Londra vittoriana e delineare un personaggio tormentato e drammatico le cui vicende sono ispirate principalmente al racconto The Shadow over Innsmouth di Lovecraft. Inoltre l'autore inserisce personaggi a lui cari quali Jack lo Squartatore, già protagonista del suo elseworld su Batman ed Elephant Man con citazioni al celebre film di David Lynch. Il fumetto non ottiene il successo sperato e cambia diversi editori tra cui la Oni Press, l'Atomeka e i Boom!Studios, rimanendo però un'opera incompleta. Nonostante questo la critica riconosce all'autore la capacità di trasferire sulle tavole del fumetto le suggestioni tipiche del mito di Chtulhu quali l'ingerenza dell'impossibile nella realtà, lo stravolgimento delle leggi naturali e i limiti dell'imperante (all'epoca) positivismo e razionalismo. Le tematiche qui affrontate andranno comunque a comporre ed ampliare l'affresco narrativo del Ragazzo Demone in particolare nello spin-off Witchfnder. Il protagonista è un occultista cacciatore di streghe apparso per la prima volta in una storia breve nel 2008 come webcomic sulla collana My Space Dark Horse Presents numero 16. Il suo nome è Sir Edward Grey e riesce a sventare un maleficio di potenti streghe contro la regina Vittoria. Il personaggio si inserisce nella continuity di Hellboy e di fatti ottiene un buon riscontro da parte dei lettori che portano la Dark Horse alla pubblicazione nel 2009 della prima miniserie a lui dedicata: Sir Edward Grey Witchfinder - In the service of Angels. Per l'ennesima volta Mignola parte dall'indagine sui crimini di Jack lo Squartatore per poi creare una setta misteriosa quale la Fratellanza Eliopica di Ra e le trame sotterranee che conducono a cospirazioni massoniche nella capitale dell'Impero Britannico. Dopo la negativa esperienza con Jenny Finn passa un decennio prima che Mignola si avventuri in storie al di fuori del Mignolaverse. Questo però avviene con Baltimore, pubblicato a partire dal 2010 con la miniserie The Plague Ships, realizzato con Christopher Golden. Questa volta ottiene un discreto successo e permette ai due autori di costruirne una saga horror/steampunk/vampiresca composta da albi unici e miniserie che continua fino al 2014. Il protagonista è un eroe dannato (tema ormai ricorrente nella poetica dell'autore), il quale uccidendo un vampiro rompe una secolare tregua tra i succhiasangue e gli esseri umani, scatenando una terribile pestilenza. La struttura narrativa si articola (come con Hellboy) in albi unici e miniserie. Nel corso delle avventure di Baltimore le minacce affrontate spaziano dal vampirismo alla stregoneria, zombie e giganteschi animali mutati quali granchi e ragni giganti. La nemesi di Baltimore agisce dalla città di Verona e prende il nome di Haigus, il cui scopo è portare in Europa caos e devastazione. Mignola però non si dedica solo al genere horror ma sviluppa anche storie a tema favolistico. Con la figlia Katie di soli sette anni crea nel 2002 il fumetto The Magician and the Snake, che porta padre e figlia a vincere l'Eisner Award. La storia viene pubblicata per l'imprint Maverick, etichetta dalla breve vita editoriale che dal 1999 al 2002 prende il posto della defunta Legend. Vanno menzionati anche Abu Gung and the Bean Stalk del 1998, variazione sulla favola di Jack e il fagiolo magico, e Solomon Grundy, lavoro del 2011 basato sull'antica filastrocca del folklore inglese.
Nel 2005 si è cimentato nella veste di sceneggiatore con un breve ciclo per il Conan della Dark Horse Comics, tratto dal racconto Hall of the Dead (Il palazzo dei morti) di Robert E. Howard.

### Collaborazioni in altri media
- Dracula di Bram Stoker, film di Francis Ford Coppola del 1992 e adattamento dell'omonimo romanzo originale. A livello letterario è una delle opere che più ha influenzato Mignola il quale ne realizza l'adattamento a fumetti per la Topps Comics, divisione per la produzione di fumetti della The Topps Company Inc, non più attiva in questo settore[7]. L'artista viene invitato sul set e lo stesso regista gli chiede suggerimenti per alcune strutture e scenografie, ma alla fine l'apporto portato è minimo in quanto traspare solamente nel rifacimento di un castello che si intravede in un flashback della pellicola[7]. In ogni caso la possibilità di cimentarsi con un'opera che richiede atmosfere gotiche, contrasti tra chiaroscuri, avvolgenti zone d'ombra e riferimenti agli horror classici degli anni trenta permettono a Mignola di esprimere il suo stile e maturare ulteriormente la sua consapevolezza artistica, ponendo le basi per Hellboy e il suo universo narrativo. Mike dichiara: «Tutto quello che ho letto a partire da Dracula (di Bram Stoker) in prima media e tutto ciò a cui ho pensato da allora li ho mescolati insieme e trasformati in Hellboy. Il personaggio ha la mia personalità e la presenza fisica di mio padre.»[7]
- Atlantis - L'impero perduto, film d'animazione della Walt Disney Pictures del 2001, il 41° classico d'animazione Disney secondo il canone ufficiale. I due registi Gary Trousdale e Kirk Wise lo ingaggiano nel ruolo di productor designer in quanto vogliono caratterizzare ambienti e persone nello stile di Mignola. OLtre alla realizzazione della città di Atlantide i personaggi sono realizzati in modo che sembrano usciti dalle pagine dei fumetti di Mignola. L'artista ha inoltre la possibilità di dare la sua consulenza per la storia (anche se marginalmente) e ci sono un paio di scene nel cut finale del film sono state suggerite dallo stesso creatore di Hellboy.
- Blade II: film del 2002 diretto da Gullermo del Toro e sequel di Blade del 1998. Si tratta di un cinecomic il cui protagonista è l'omonimo cacciatore di vampiri della Marvel Comics.[10] Per il regista messicano rappresenta una pellicola fondamentale per la sua carriera hollywoodiana in quanto è reduce dal flop di Mimic, film ad alto budget che non ha riscontrato i favori del botteghino[10]. Del Toro è un grande ammiratore delle opere di Mignola e decide quindi di ingaggiarlo come collaboratore di TyRuben Elingson (coceptual artist) e Wayne Barlow (visual designer)[10]. La produzione e il cast tecnico sono entusiasti dell'apporto del fumettista, il film riscuote un discreto successo e il plauso della critica. Da questo successo nascono le possibilità per l'adattamento dei fumetti di Hellboy, personaggio adorato da del Toro e il cui primo lungometraggio viene distribuito nelle sale già nel 2004[10].
- Hellboy: film del 2004 scritto e diretto da Guillermo del Toro, adattamento del fumetto dell'omonimo personaggio creato da Mike Mignola[10]. Il regista coinvolge Mignola in tutte le fasi di produzione dell'opera, ovvero nel design, nello sviluppo della sceneggiatura, consulente durante le riprese e selezionatore delle location tra cui (la principale) Praga[10]. Bisogna però sottolineare che Guillermo vuole stendere in piena autonomia lo script iniziale e mantiene l'ultima parola su ogni particolare della realizzazione della pellicola. Mignola è consapevole dell'autonomia e autorialità pretese dal regista e gli dice di poter usufruire del personaggio e delle sue storie come ritiene necessario[10]. Tra i due è nato un profondo rispetto e stima che si era consolidata durante le riprese di Blade II. Il regista messicano ha progetti ambiziosi per il futuro franchise di Hellboy arrivando a concepire il film come parte di una trilogia[10]. Tali prospettive sono però deluse dallo scarso successo al botteghino ma nonostante i bassi introiti viene annunciato già nel 2004 un sequel da parte dei Revolution Studios[10]. Nell'opera si rinuncia volutamente ad un perfezionismo visivo come si era visto nel Signore degli Anelli di Peter Jackson, con abbondante uso di tecniche digitali. In Hellboy le maschere e i costumi risultano evidenti ed esagerati (un omaggio ai b-movie degli anni cinquanta e sessanta), vi sono numerose sculture e strutture gotiche con significati allegorici, citazioni ai classici dell'horror e la sensazione che diverse scene invece di incutere terrore vogliano invece parodiare il materiale del fumetto ed esaltare il non-sense di diversi film del genere[10]. La critica arriva a definire l'opera come esempio di espressionismo-weird[10].
- The Amazing Screw-on Head: pilot d'animazione prodotto nel 2006 da sci-fi channel[7]. La serie è però stata abortita e l'episodio pilota mai trasmesso. Il soggetto si basa su un albo unico realizzato da Mike Mignola e pubblicato nel 2002 dalla Dark Horse Comics[7]. Si tratta di una creazione originale di Mignola e ha come protagonista un automa dalla testa snodabile facente parte dei servizi segreti americani dell'Ottocento. Abramo Lincoln che gli affida il compito di fermare un temibile occultista non-morto dal nome Emperor Zombie[7]. L'albo garantisce a Mignola un Eisner Award e il canale a tema sci-fi channel ne vuole realizzare una serie animata[7]. Il progetto si presenta come ambizioso garantendosi la produzione dalla Kickstart Productions e la Living Dead Guy Productions, lo script è di Bryan Fuller (reduce da sceneggiature per Star Trek Voyager e Star Trek Deep Space Nine), la regia è affidata al nominato all'Emmy Award Chris Prynoski, la voce dell'automa è affidata a Paul Giamatti, Mike Mignola viene ingaggiato come art-director e co-sceneggiatore[7]. Il fumettista è molto soddisfatto del risultato finale, in quanto riprende la vena horror e umoristica del comic book. Inoltre si utilizza la tecnica d'animazione limitata (o ridotta), più economica rispetto ad altre più convenzionali ma che riesce a mettere in evidenza i cromatismi e la struttura delle vignette dell'opera originale a fumetti[7]. Nonostante il sostegno iniziale il canale Sci-Fi non ritiene il prodotto finale come un'opera capace di far presa sui suoi abbonati e il pilot rimane nel limbo dei pilot mai trasmessi.[7]

## Letteratura
Mignola ha collaborato con Christopher Golden a un romanzo intitolato Baltimore - Il tenace soldatino di stagno e il vampiro, (Baltimore or, The Steadfast Tin Soldier and the Vampire) pubblicato nel 2007 e uscito in Italia nel settembre 2009.

## Premi e riconoscimenti
- Nel 1995 vince 2 Eisner Award: Best Writer/Artist ("miglior autore completo", ovvero autore di un'opera sia come scrittore sia come disegnatore)  Hellboy: Seed of distraction (coadiuvato nello script da John Byrne), Best Graphic Album: Reprint ("miglior volume/raccolta di materiale già pubblicato") per Hellboy: Seed of Distruction. Inoltre vince l'Harvey Award come Best Artist ("miglior artista" del 1994). A questi si aggiunge il premio vinto al Don Thompson Award come Best Achievment by an inker ("miglior risultato grafico per un inchiostratore") per Hellboy: Seed of Destruction e The Wolves of Saint August. Opere di cui ha realizzato anche le matite e i disegni preliminari.
- Nel 1996 vince 2 Harvey Award: Best Artist e Best Graphic Album of previously released material per la raccolta Hellboy: THe Wolves of Saint August, precedentemente serializzata su Dark Horse Presents.
- Nel 1997 vince (per la seconda volta nella categoria) l'Eisner Award il premio come Best Writer/Artist per la limited-series Hellboy: Wake the Devil.
- Nel 1998 vince l'Eisner Award (per la terza volta nella categoria) Best Writer/Artist ("miglior autore completo"), per i fumetti: Hellboy:Almost Colossus, Hellboy Christmas Special, Hellboy Junior Halloween Special.
- Nel 2000 rivince l'Harvey Awards come Best Artist (miglior artista per l'anno 1999) grazie all'opera Hellboy: Box of Evil.
- Nel 2002 vince l'Eisner Award nella categoria Best Finite Series/Limited-Series ("miglior miniserie") per Hellboy: Conqueror Worm.
- Nel 2003 vince 2 Eisner AWard: nella categoria Best Humor Publication ("miglior fumetto umoristico") per l'albo unico The Amazing Screw-on Head, e Best Short Story ("miglior storia breve") per The Magician and the Snake, premio vinto insieme alla figlia Katie di 7 anni con la quale ha concepito la storia.
- Nel 2004 vince l'Eagle Award (riconoscimento britannico) come Favorite Comics Writer Artist ("autore più apprezzato da lettori e critica come fumettista completo", ovvero scrittore/disegnatore). Vince l'Eisner Award per l'opera Best Comics-Related Book ("miglior pubblicazione legata al mondo dei fumetti") per l'opera Art of Hellboy che raccoglie sketches, character Design, studio delle cover, tecniche usate per impostare le tavole e altri studi preparativi per i suoi fumetti sul Hellboy in occasione della decennale pubblicazione del personaggio. Inoltre riceve l'Inkopt Award, una prestigiosa onorificenza consegnata a quegli autori che hanno contribuito allo sviluppo della cultura pop e in particolare delle strisce quotidiane (pubblicate sui giornali nelle edicole), fumetti, animazione e fantascienza.
- Nel 2006 vince l'Eagle Award nella categoria Favourite Comics Writer/Artist come già accaduto nel 2004.
- Nel 2007 l'Eagle Award: nella categoria Favourite Color Comic Book - American ("fumetto preferito per la colorazione delle tavole, tra quelli pubblicati nel mercato americano"), per l'opera Hellboy: Darkness Calls. Inoltre viene inserito nell'albo d'oro (Roll of Honor) per la sua maestria e contributo nel mondo del fumetto.
- Nel 2008 vince l'Harvey Award come Best Cover Artist ("miglior artista per le copertine").
- Nel 2009 vince 3 Eisner Aaward: categoria Best Finite Series/Limited Series ("miglior miniserie") per l'opera Hellboy: Crooked Man, categorie Best Graphic Album: Reprint ("miglior volume che raccoglie materiale già edito") e Best Publication Design ("miglior opera a fumetti per la presentazione, impaginazione, copertina e impostazione grafica") per l'opera Hellboy: Library Edition primo e secondo volume. Inoltre vince l'Inkell Award, premio fondato nel 2007 dagli inchiostratori per promuovere e valorizzare il loro contributo al mondo del fumetto. La categoria dove ottiene il riconoscimento è la All-in-One che premia l'artista che oltre ad essere abile con le chine realizza anche le matite delle tavole.
- Nel 2010 vince l'Harvey Award come Best Cover Artist ("miglior artista di copertina") per Hellboy: Bride of Hell.
- Nel 2011 vince 2 Eagle Awards: categoria Favourite Writer/Artist ("autore completo favorito da lettori e critica") e categoria Favourite Artist:inks ("inchiostratore preferito"). Inoltre vince l'Eisner Award per il Best Single Issue o One-Shot ("miglior storia pubblicata in albo unico") per il fumetto Hellboy:Double Feature of Evil.
- Nel 2019 viene inserito nella Hall of Fame degli Harvey Award.